# Кенада
Кена́да (в переводе с орочского «золотое место») — село в Ванинском районе Хабаровского края России. Административный центр Кенадского сельского поселения.
Располагается на Комсомольской ветке Дальневосточной железной дороги.
Основное занятие населения: лесозаготовки, образование, лесоохрана. Развита охота и сбор дикорастущих растений, грибов и ягод.

## География
Кенада располагается в горах хребта Сихотэ-Алинь на реке Мули (приток реки Тумнин).

## История села
Село было основано в 1955 году. Первые жители переселились в село с закрывшегося Агние-Афанасьевского рудника в Ульчском районе Хабаровского края. Вскоре после встречи Нового 1955 года из Агние-Афанасьевска по зимнику отправился санный поезд с имуществом переселенцев, а также необходимым инструментом. Сами переселенцы, а это была исключительно мужская часть жителей будущего села, отправились в кузовах грузовых машин. Женщины и дети приехали в Кенаду наступившим летом. Восоединившиеся семьи поселились в двух бараках на склоне горы рядом с железной дорогой и железнодорожным мостом через реку Мули. Река Мули недалеко от моста, упираясь в сопку, поворачивала вправо, в этом месте был брод дороги, ведшей на прииск. Село создавалось как центр золотодобывающей промышленности Ванинского района. Село начало застройку с местности между вокзалом и рекой Мули. Рядом с вокзалом располагались пилорама и дизель-электростанция. В лето 1955 года появились первые дома, началась постройка школы. Золото добывалось открытым способом. Делались попытки добывать рудное золото, однако шахтную добычу свернули. После кризиса начала 1990-х в посёлке перестали вести разведку новых месторождений золота, а старые постепенно исчерпали свой ресурс. Постепенно добыча золота стала уступать место лесозаготовке.

## Население
| 2002 | 2010 | 2011 | 2012 | 2021 |
| ---- | ---- | ---- | ---- | ---- |
| 940  | ↘775 | ↘769 | ↘749 | ↘610 |

## Устройство села
Основная часть посёлка располагается к северу от железной дороги, которая делит посёлок на две части. Улицы расположены параллельно железной дороге.
Часть посёлка, которая располагается южнее железной дороги, называется местными жителями Нахаловка. По свидетельствам местных жителей название произошло из-за того, что дома в этой части посёлка располагаются беспорядочно, так как застройка осуществлялась не по плану. На планах села в этой части города имеются улицы, однако даже жители Нахаловки, как правило, не знают их наименования. Кроме того, имеются жилые постройки около железнодорожной станции (на данный момент в них проживают 2 семьи).
Список улиц:
- 40 лет Октября;
- Пионерская;
- Мостовая;
- МСО-9;
- Приисковая;
- Набережная;
- Советская;
- Пархоменко;
- Железнодорожная;
- ПГС;
- Ключевая;
- МСП;
- Рабочая;
- Подгорная.

Улицы, обозначенные полужирным шрифтом, относятся к основной части посёлка (к северу от железнодорожного полотна). 

## Экономика

### Энергетика
Энергосистема посёлка изолированная. В посёлке действует дизельная электростанция. Во второй половине 1990-х годов в связи с перебоями в поставках дизельного топлива в посёлке действовал режим ограничения подачи электроэнергии — энергия подавалась по 12 часов в сутки. С 2003 года поставки топлива на электростанцию нормализовались. Часть посёлка (улицы МСО-9, Мостовая, Железнодорожная) подключены к железнодорожной электрической сети. С  введением в строй ЛЭП 35 кВ «Высокогорный — Кенада» в 2012 году Кенада включена в энергосистему Хабаровского края.

### Транспорт
В посёлке имеется железнодорожная станция, вертолётная площадка. Автомобильные дороги, которые связывают посёлок с ближайшими населёнными пунктами — грунтовые. Дороги связывают посёлок с соседними населёнными пунктам — п. Като, с. Датта (Мули-Датта), п. Высокогорный. До начала 1990-х годов по селу курсировал рейсовый автобус с маршрутом ул. Советская — ж/д станция.

### Связь
В посёлке действуют отделение почтовой связи, АТС на 200 номеров. С 2000 года междугородные и международные звонки производятся автоматически (до этого они были возможны только через оператора). С 31 августа 2010 в посёлке имеется мобильная связь оператора МТС. Примерно с этого же времени жители получили возможность пользоваться услугами скоростного интернета (DSL), предоставляемыми Ванинским отделением ОАО «Ростелеком» («Дальсвязь»).

## Образование
Единственным образовательным учреждением является общеобразовательная школа (МОУ Кенадская средняя школа). Современное здание школы, построенное в 2000 году, способно обучать до 200 учеников.